# Azepina
Azepina é um composto heterocíclico heptagonal com nitrogênio como heteroátomo.